# Caio Erenúcio
Caio Erenúcio (em latim: Gaius Erenucius) foi um político da gente Erenúcia nos primeiros anos da República Romana, eleito tribuno consular em 379 a.C.. Seu nome aparece nos Fastos Capitolinos e na obra de Diodoro Sículo, mas não está na lista de Lívio.

## Tribunato consular (379 a.C.)
Segundo Lívio, foram eleitos tribunos em 379 a.C. Públio Mânlio Capitolino, Caio (ou Cneu) Mânlio Vulsão, Lúcio Júlio Julo, Caio Sextílio e Lúcio Antíscio. Segundo os Fastos Capitolinos, foram eleitos ainda Públio Trebônio e Caio Erenúcio.
Este foi um ano para o qual foram eleitos um número igual de tribunos patrícios e plebeus.
Lúcio Júlio permaneceu em Roma enquanto o comando da campanha contra os volscos foi entregue, através de um procedimento extraordinário, a Públio Mânlio e seu irmão, Caio Mânlio. Apesar da inexperiência dos comandantes, a campanha só não terminou como uma derrota completa graças ao valor dos soldados romanos.